# Thomas Bangalter
Thomas Bangalter (født 3. januar 1975) er en fransk musiker, producer og komponist. Han er bedre kendt som den ene halvdel af duoen Daft Punk.